# Fred Moten
Fred Moten, ameriški filozof, kulturni teoretik, pesnik in raziskovalec, * 18. avgust 1962, Las Vegas, Nevada, ZDA.
Moten je profesor študija igre na Univerzi v New Yorku (NYU). Poučeval je tudi na Univerzi Duke, Univerzi Brown in Univerzi v Iowi. Poleg njegovih znanstvenih del, je Moten izdal številne pesniške zbirke. V svojih delih pa raziskuje kritične teorije, rasne študije in študije igre.

## Življenje
Fred Moten se je rodil v Las Vegasu leta 1962 in odraščal v soseski, kjer so prevladovali temnopolti, na zahodnem koncu mesta. Njegovi starši so bili del prebivalstva, ki so se preselili v času velikega preseljevanja v ZDA, ko so se številne temnopolte družine preselile, da bi si poiskale nove priložnosti v severnih in zahodnih delih države. Motenovi starši so bili iz Louisiane in Arkansasa. Po prihodu v Las Vegas je njegova mati delala kot učiteljica v osnovni šoli, njegov oče pa se je zaposlil v Las Vegas Convention centru.
Leta 1980 se je Moten vpisal na Harvardsko univerzo z željo, da bi diplomiral iz ekonomije. Njegovo močno zanimanje za družbenopolitični diskurz, politični aktivizem, državljansko ozaveščanje in dela Noama Chomskya, pa so ga odvrnila od prvotne namere in prenehal je s študijem ekonomije. Ob koncu prvega letnika je bil primoran vzeti enoletni premor. V tem obdobju je bil hišnik na Nevada Test Site, pisal je poezijo in odkrival dela T.S. Eliota in Joseph Conrada ter še mnoga druga. Ko se je uspešno vrnil na Harvard, se Moten začel zanimati za prozo in iskati navdih za lastna dela. V tem obdobju je spoznal tudi svojega bodočega sodelavca Stefana Harneyja. Po diplomi je Moten nadaljeval doktorat na kalifornijski univerzi Berkley. Trenutno živi v New Yorku s svojo partnerko Lauro Harris, ki je tudi njegova dolgoletna sodelavka ter svojima otrokoma Lorenzom in Julianom. 

## Kritično delo
Fred Moten ustvarja nove konceptualne prostore, ki sprejemajo nastajajoče oblike produkcije, estetike in družbenega življenja. V svojem teoretskem in kritičnem pisanju o vizualni kulturi, poetiki, glasbi in igri, skuša Moten preseči normativne kategorije analize., Razvija nov način estetskega raziskovanja, pri katerem imajo temnopolti osrednjo vlogo. Bil je član številnih uredniških odborov, vključno z American Quarterly, Callaloo, Social Text in Discourse. Poleg tega pa je bil včlanjen v  svetovalnih odborih za Issues in Critical Investigation na Univerzi Vanderbilt, Critical Theory Institute na Univerzi Kalifornije v Irvinu in bil v upravnem odboru Centra za študije o istospolnih v City University of New York. Od septembra 2018 je Moten profesor na oddelku za študije uprizoritve na šoli za umetnost Tisch Univerze v New Yorku, kjer poučuje predmete o rasnih študijah, poetiki, glasbi in kritični rasni teoriji.
Eno izmed njegovih najbolj znanih del je serija esejev, ki jih je skupaj s Stefanom Harneyjem objavil v knjigi The Undercommons. V vseh teh delih kritizira težnjo univerz po profesionalizaciji študentov, logistični kapitalizem, dolžniško-kreditne hierarhije in državne ustanove. Esej »Kataloška številka 308« obravnava fotografijo številka 308 v fotografski zbirki Thomasa Eakinsa na Akademiji za likovno umetnost Pensilvanije. Na fotografiji je upodobljena gola afroameriška deklica v vlogi Venere. 

## Citati
1. »Izčrpno praznovanje in v in skozi naše trpljenje, ki ni ne oddaljeno ne zašito, je črna študija. Ta nenehno previjana in predelana trditev o naši pošastnosti – našem čudežu, našem prikazovanju, ki ni niti blizu niti daleč, kot kaže Spillers – je črnski feminizem, živalska ekologija črnega in premišljenega ukradenega življenja, ko se ukrade.«-Fred Moten
2. »Nenazadnje je subverzivni intelektualec prišel pod pretvezo, s slabimi dokumenti, iz ljubezni. Njeno delo je tako potrebno kot nezaželeno. Univerza potrebuje to, kar nosi, ne more pa prenesti tega, kar prinaša. In povrh vsega še izgine.«-Fred Moten
3. »Kar se zberemo, da bi poskušali narediti, začne izgledati kot to, kar počnemo, ko se zberemo, da uživamo, in drug drugemu z besedami in besedami povemo, kaj želimo.«-Fred Moten

## Dela

### Akademska dela
- S Stefanom Harneyjem: All Incomplete (London: manjše skladbe, 2021)
- Univerzalni stroj (serija: Consent to not be a single being; Duke University Press, 2018)
- Ukradeno življenje (serija: Consent to not be a single being; Duke University Press, 2018)
- Črno in zamegljeno (serija: Consent to not be a single being; Duke University Press, 2017)
- S Stefanom Harneyjem: Poetika nespodobnega (Sputnik in Fizzle, 2016)
- Kdo se me je dotaknil? (z Wu Tsangom; Če ne morem plesati, ne želim biti del vaše revolucije, 2016)
- S Stefanom Harneyjem: The Undercommons: Fugitive Planning and Black Study (London: Minor Compositions/Autonomedia, 2013)
- In the Break: The Aesthetics of the Black Radical Tradition (University of Minnesota Press, 2003)

### Ustvarjalna dela
- All That Beauty (Seattle: Letter Machine Editions, 2019)
- The Service Porch (Letter Machine Editions, 2016)
- The Little Edges (Wesleyan University Press, 2015)
- The Feel Trio (Letter Machine Editions, 2014)
- B. Jenkins (Duke University Press, 2010)
- Hughsonova taverna (Leon Works, 2009)
- Bežal sem pred njim, vendar sem bil še vedno v njem (Cusp Books, 2007)
- Pesmi (z Behrle, Jim; Pressed Wafer, 2002)
- Arkansas (Pressed Wafer, 2000)

## Nagrade in odlikovanja
- Nagrada Stephena E. Hendersona za izjemne dosežke na področju poezije, afro- ameriške književnosti in kulture, 2016.

- Štipendija fundacije Johna Simona Guggenheima, 2016.

- Sherry memorial visiting poet, Univerza v Chicagu, 2016.

- Finalist, pesniške nagrade Kingsley Tufts, 2015.
- Zlata medalja v poeziji, California Book Award, 2014.
- Finalist poezije, knjižna nagrada Los Angeles Times, 2014.
- Finalist poezije, državna knjižna nagrada za poezijo, 2014.
- Whitney J. Oates sodelavka v svetu za humanistike in centru za afro-ameriške študije, Univerza Princeton.